# Мокроус
Мокроус  — селище міського типу (з 1967) в Росії, муніципальне утворення у складі Федоровського району Саратовської області. Населення 6 565 чоловік.
Селище розташоване за 126 км на схід від міста Саратова. Залізнична станція Мокроус на лінії Саратов — Озинки Приволзької залізниці.

## Історія
Населений пункт заснований в 1894 році (за іншими даними в 1902 році), у зв'язку з будівництвом Рязано — Уральської залізниці. Існує версія, що назва походить від імені отамана Мокровуса, кий тут промишляв з шайкою розбійників в період заселення Заволзького краю.
В 1939 року селище стає центром Федоровського кантону АРСР німців Поволжя.
З 1941 року — центр Федоровського району Саратовської області.
Статус селища міського типу — з 1967 року.

## Економіка
Працюють: птахофабрика, елеватор, газокомпресорна станція, хлібопекарня, маслозавод.

## Культура
В селищі розташований районний будинок культури, відомий своїм хоровим колективом, ансамблем народної пісні «Роздолля». Музична школа, художня школа, кінотеатр «Супутник».